# Rodnadsspröding
Rodnadsspröding (Psathyrella impexa) är en svampart som tillhör divisionen basidiesvampar, och som först beskrevs av Henri Romagnesi, och fick sitt nu gällande namn av Marcel Bon. Rodnadsspröding ingår i släktet Psathyrella, och familjen Psathyrellaceae. Arten är reproducerande i Sverige.